# Mount Tolmie
Mount Tolmie är ett berg i Kanada.   Det ligger i provinsen British Columbia, i den södra delen av landet, 3 600 km väster om huvudstaden Ottawa. Toppen på Mount Tolmie är 124 meter över havet, eller 79 meter över den omgivande terrängen. Bredden vid basen är 5,0 km.
Terrängen runt Mount Tolmie är platt. Havet är nära Mount Tolmie åt nordost.Trakten är tätbefolkad. Närmaste större samhälle är Victoria, 4,1 km sydväst om Mount Tolmie. 